# Sergei Jurjewitsch Ossipow
Sergei Jurjewitsch Ossipow (russisch Сергей Юрьевич Осипов, wiss. Transliteration Sergej Jur'evič Osipov; * 15. Dezember 1967 in Swerdlowsk, Russische SFSR) ist ein ehemaliger russischer Eishockeyspieler, der in seiner aktiven Zeit von 1984 bis 2004 unter anderem für den HK Metallurg Magnitogorsk in der russischen Superliga gespielt hat. 

## Karriere
Sergei Ossipow begann seine Karriere als Eishockeyspieler in seiner Heimatstadt bei Awtomobilist Swerdlowsk, für das er in der Saison 1984/85 sein Debüt in der ersten sowjetischen Liga gab. Nachdem er in seinem Rookiejahr mit Awtomobilist abgestiegen war, verbrachte er das folgende Jahr mit seiner Mannschaft in der zweitklassigen Wysschaja Liga, deren Titel der Angreifer mit Swerdlowsk gewann. Daraufhin wurde er vom HK ZSKA Moskau unter Vertrag genommen, mit dem er in der Saison 1987/88 das Double aus Meisterschaft und Pokal gewann.
Während der Saison 1991/92 pausierte der Russe mit dem Eishockey, ehe er die Saison 1992/93 bei den Atlanta Knights aus der International Hockey League begann. Nach nur sechs Spielen verließ er die Amerikaner jedoch schon wieder, um für den HK Metallurg Magnitogorsk zu spielen, für den er bis zu seinem Karriereende 2004 in der russischen Superliga auf dem Eis stand. Mit Metallurg gewann er 1999 und 2001 jeweils die Russische Meisterschaft sowie 1999 und 2000 die European Hockey League. Zudem gewann Ossipow mit Magnitogorsk in der Saison 1997/98 den Russischen Pokal und wurde in derselben Saison Vizemeister. Zum Abschluss seiner Laufbahn wurde der Flügelspieler 2004 erneut Vizemeister.

## Erfolge und Auszeichnungen
| - 1986 Goldmedaille bei der Junioren-Weltmeisterschaft - 1986 Meister der Wysschaja Liga mit Awtomobilist Swerdlowsk - 1988 Sowjetischer Meister mit dem HK ZSKA Moskau - 1988 Sowjetischer Pokalsieger mit dem HK ZSKA Moskau - 1998 Russischer Vizemeister mit dem HK Metallurg Magnitogorsk - 1998 Russischer Pokalsieger mit dem HK Metallurg Magnitogorsk | - 1999 European-Hockey-League-Gewinn mit dem HK Metallurg Magnitogorsk - 1999 Russischer Meister mit dem HK Metallurg Magnitogorsk - 2000 European-Hockey-League-Gewinn mit dem HK Metallurg Magnitogorsk - 2001 Russischer Meister mit dem HK Metallurg Magnitogorsk - 2004 Russischer Vizemeister mit dem HK Metallurg Magnitogorsk |